# Sigi Fink

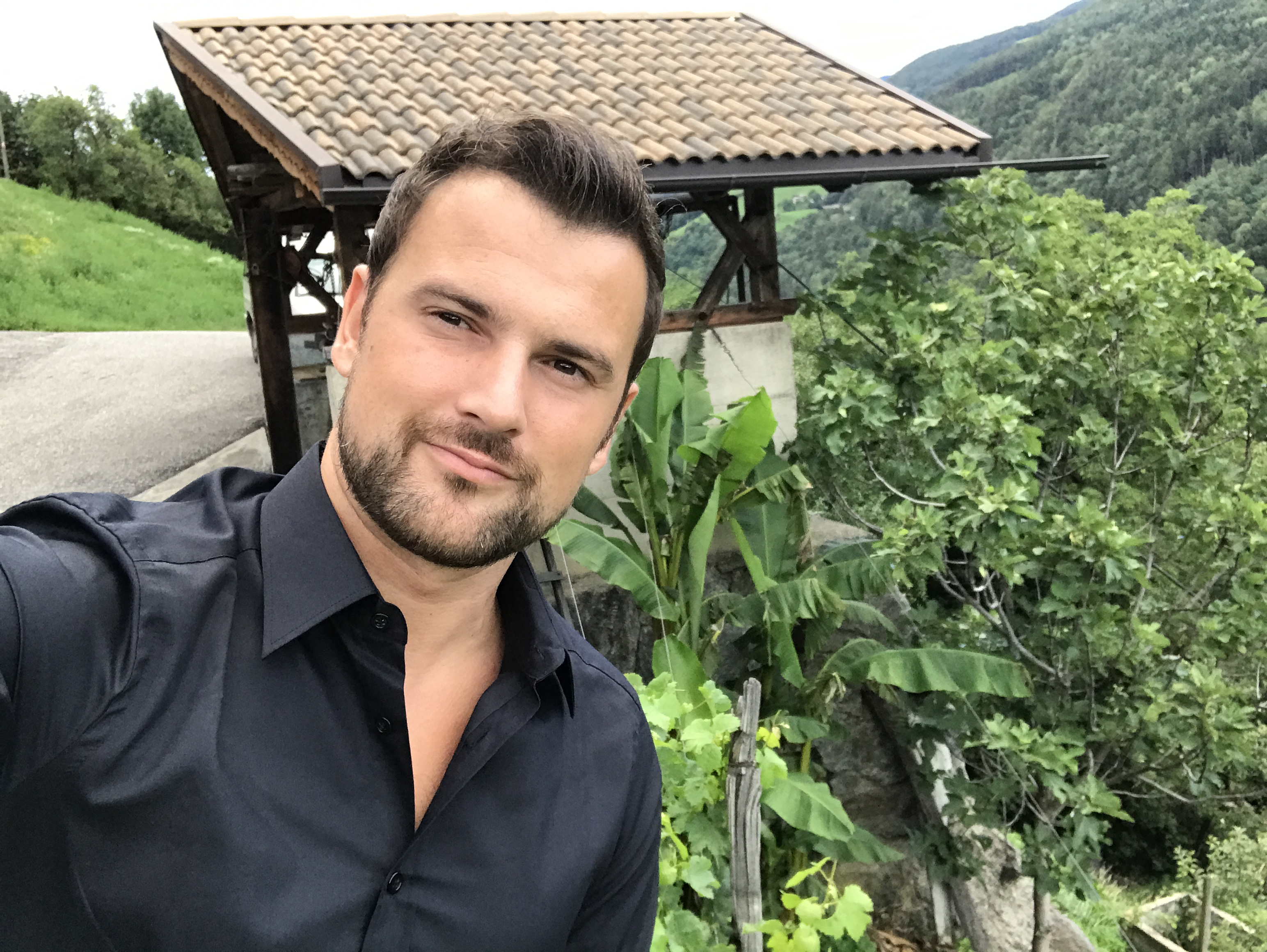
Sigi Fink 2017

Siegfried „Sigi“ Fink (* 5. Mai 1984 in Bozen) ist ein Südtiroler Meteorologe sowie Radio- und Fernsehmoderator.

## Leben
Sigi Fink wuchs in Bozen in Südtirol auf. Nach der Matura am Wirtschaftsgymnasium Heinrich Kunter in Bozen 2003 studierte Fink Meteorologie und Geophysik an der Universität Innsbruck. Er absolvierte 2007 ein Volontariat bei Welle 1 Tirol, daraufhin ein Praktikum beim ORF. Das Studium schloss er 2009 mit seiner Diplomarbeit „Starkniederschläge in Südtirol von 1982 bis 2002“ als Magister ab. Nach dem Diplomstudium begann er seine Arbeit beim ORF, zunächst als Wettermoderator auf Ö1 und Ö2 (noch als Siegfried Fink). Seit April 2011 präsentiert er das Wetter bei Ö3 als Sigi Fink und ist als Wettermoderator im Ö3-Wecker tätig.
Neben der Tätigkeit als Wetteranchor im Ö3-Wecker moderierte er von März 2013 bis Jänner 2018 das Wetter abwechselnd mit Eser Akbaba in der ZIB 20 auf ORF eins. Seit März 2022 moderiert Sigi Fink auch die Wettersendungen auf ORF 2, unter anderem das Zeit im Bild Wetter. Seit dem Sommer 2022 moderiert er seine eigene Sendung Sigi Finks Ö3-Wecker-Wettershow im Ö3 Wecker. Im Juli 2022 war Sigi Fink unterwegs mit Tom Walek bei Walek wandert.
Bei einem Ö3-Voting der schönsten Männer Österreichs im November 2022 wurde unter anderem Sigi Fink nominiert und hat das Voting gewonnen. Bei einem parallel laufenden Voting der Tageszeitung Heute hat er den Vorsprung zum Zweitplatzierten Paul Pizzera und dem drittplatzierten Alexander Kumptner noch ausbauen können.

## Schriften
- Siegfried Fink: Was ist los mit der Sonne? ORF.at vom August 2008
- Siegfried Fink: Starkniederschläge in Südtirol von 1982 bis 2002 (PDF; 11 MB), Thesis, Leopold-Franzens Universität Innsbruck
- Fetzblau oder Schnieseln: Wetter verstehen und selbst vorhersagen, Seifert Verlag, Wien 2024, ISBN 978-3-904123-87-7.
- Wolken deuten – Von Arcus bis Volutus: Das Wolkenbuch für alle, Seifert Verlag, Wien 2024, ISBN 978-3-904123-88-4.